# Antidesma tomentosum
Antidesma tomentosum är en emblikaväxtart som beskrevs av Carl Ludwig von Blume. Antidesma tomentosum ingår i släktet Antidesma och familjen emblikaväxter.

## Underarter
Arten delas in i följande underarter:
- A. t. stenocarum
- A. t. tomentosum